# Kongo Loto Lafanga
Kongo Loto Lafanga – niewielka wyspa położona na Oceanie Spokojnym, w archipelagu Tuvalu, we wschodniej części atolu Nukufetau.